# 萨米兹达特
萨米兹达特（羅馬化：Samizdat，發音：[səmɨzˈdat]，俄语本意“自己出版”）是一种秘密地写作、印刷和发行苏联禁书的方式，也指文学作品本身。萨米兹达特始于20世纪50年代，先在莫斯科和列宁格勒，后来遍及整个苏联。萨米兹达特一般都是以打字复写稿的方式出版，并在读者中间传阅。其主要类型包括：持不同政见者的活动、对统治当局的抗议、政治审讯的记录、社会经济及文化问题的分析，甚至还有色情書刊。20世纪90年代初，随着媒体不再受政府的管辖后，萨米兹达特也随之消失。

## 知名书刊
- 《日瓦戈医生》，1958年获诺贝尔奖后开始在苏联境内以萨米兹达特的形式流行。

## 相关
- 文革手抄本
- 突破网络审查
- 谢尔盖·阿达莫维奇·科瓦廖夫，因著名萨米兹达特《时事纪事》一案被捕的著名异议人士。